# Voltri
Voltri est le quartier de Gênes à la périphérie occidentale de la ville.

## Antiquité

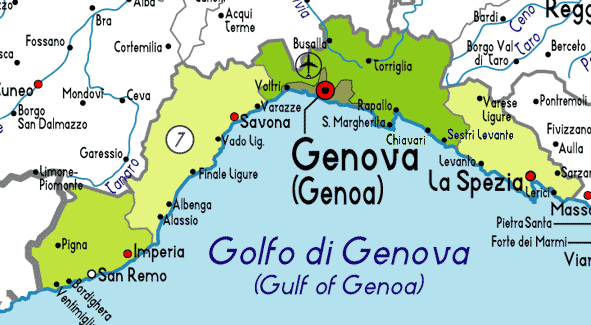
Golfe de Gênes, avec Voltri comme extrémité septentrionale.

Le centre en a été habité depuis longtemps et est situé au point le plus interne du golfe de Gênes, à 44° 24' 59" de latitude N et 8° 45' 8" de longitude E, donc il n'appartient strictement ni à la Riviera de l'Ouest, ni à celle de l'Est.

## Noms divers
Capitale pré-romaine des tribus Veituriae (Viturii), dont il tire probablement son nom, le bourg reçoit diverses appellations: Hasta Veiturium, Vutri, Utris, Ulterium, Uccole (dans un journal anglais), Vulturium et encore Otri, Utri, Votori, Votri, dans les actes notariés médiévaux.

## Époque médiévale et moderne
La cité fut un des trois podestariats (résidence d'un podestat) et un capitanat de la république de Gênes ; sa prospérité fut due à l'industrie du papier et du carton (y compris des statues en papier aggloméré ou mâché). Elle fut proclamée cité par décret royal en 1903. En 1926 l'autorité fasciste l'incorpora dans la Grande Gênes.

## Situation hydrographique et portuaire, réseau routier
Son centre se situe autour de l'embouchure du torrent Leira (le 7 octobre 1970 une inondation catastrophique).
À Voltri on trouvait la première plage pour se baigner en venant de Gênes (l'autre, à l'ouest de Voltri, serait Vesima). 
Derrière Voltri se fait la ramification entre l'Autostrada dei fiori (A10) et l'A26 Pra'-Voltri-Gravellona Toce-Simplon qui relie Gênes avec la vallée du Pô piémontaise et plus au Nord, avec le col du Simplon.

### Routes

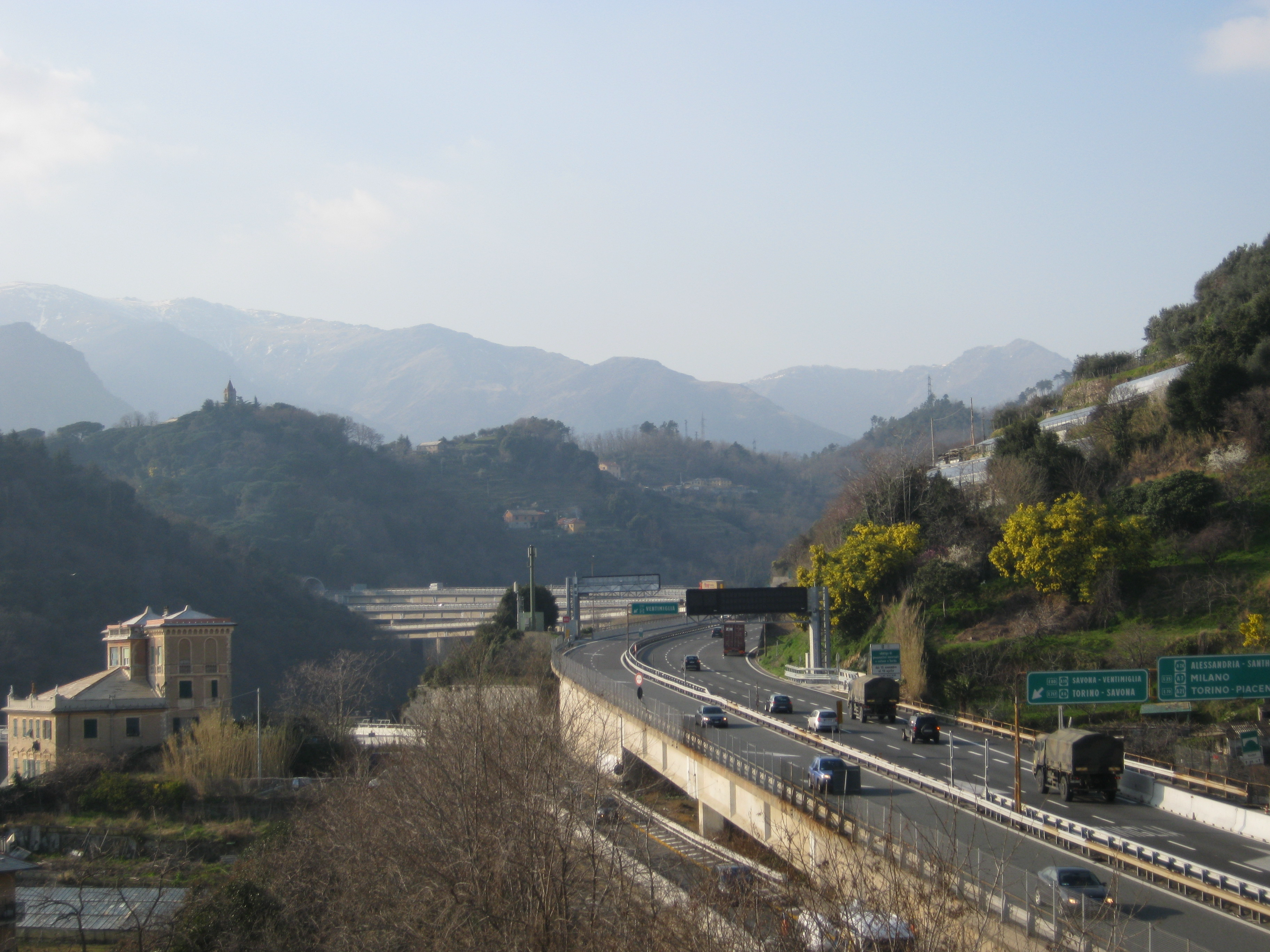
A26 et A10 à Voltri.

- Autoroute A10 (Gênes-Ventimille Autostrada dei fiori)[1] et A26 (Pra'-Voltri - Gravellona Toce - Autostrada dei trafori (des tunnels)) - sortie Pra'-Voltri
- Via Aurelia (antique voie romaine, équivalent d'une nationale française)
- Chemin de fer : gare F.S. de Voltri sur la ligne Gênes - Vintimille

## Monuments
- Villa Brignole Sale Duchessa di Galliera[2] : un parc de 25 ha qui commence avec le jardin du palais Brignole Sale et d'autres dépendances : Café, Laiterie, château Belvedere. Juste en dehors de ses grilles, deux églises : le couvent San Francesco, actuellement d'habitation irrégulière, en bas, et le Sanctuaire Madonna delle Grazie (ou San Nicolò) sur la colline. Dans le parc, quelques animaux sont présentés, surtout des daims.

- Église Notre Dame des Anges (Angioli)
- Église (it) paroissiale Sant'Ambrogio, à l'Est de la rivière
- Église paroissiale Sant'Erasmo, à l'Ouest de la rivière
- Église de Santa Limbania (it)
- Oratorio (où se réunit la confrérie qui prie pour les défunts du pays, et qui abrite des mouvements sociaux : patronage, etc.)

## Gastronomie
Comme les plats génois. 
Mais on note la focaccia della mattina avec ou sans oignons.
Sont appréciés aussi les « focaccini de Crevari » réalisés à l'occasion fêtes populaires et des processions des confréries, en particulier pour les passionistes qui portent seul de monumentales croix à la verticale, exploit auquel il vaut mieux se préparer sous peine de se faire un tour de rein.

## Personnalités nées à Voltri
- Enrico Alberto D'Albertis (1846-1932), navigateur et écrivain voyageur
- Luigi Maria D'Albertis (1841-1901), explorateur naturaliste